# Dannic

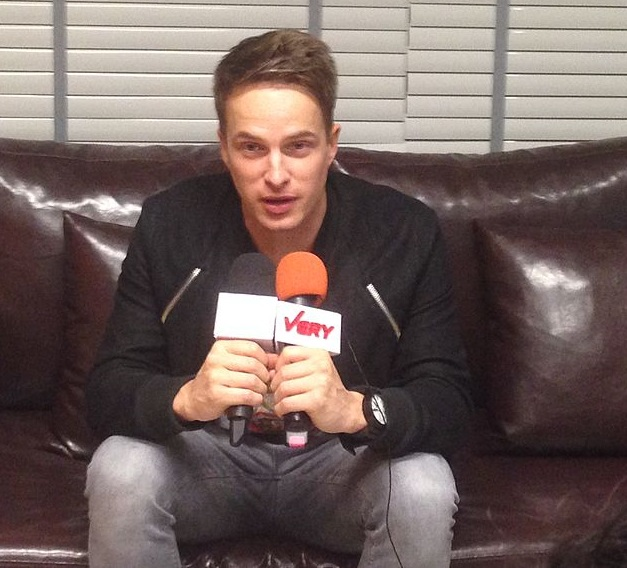
Dannic während eines interviews in Bangkok (2014)

Dannic (* 10. November 1985 in Breda; eigentlich Daan Romers) ist ein niederländischer DJ und Musikproduzent, der in den Bereichen der Electro- und Progressive-House-Musik aktiv ist. 2015 gründete er sein eigenes Plattenlabel „Fonk Recordings“ und steht seit 2010 bei Hardwells Label Revealed Recordings unter Vertrag.

## Biografie
Dannic stammt wie unter anderem Tiësto und Hardwell aus der niederländischen Stadt Breda. Er begann seine musikalische Karriere als DJ und gewann 2009 den Dancetour DJ contest, der ihm einen Auftritt vor 10.000 Leuten verschaffte. Um sich weiterzuentwickeln, begann er schließlich mit der Musikproduktion zu experimentieren und produzierte einige Mash-Ups. Schnell wurde Hardwell, der gerade sein Plattenlabel „Revealed Recordings“ gegründete auf ihn aufmerksam. Ziel des Labels war es, eine Plattform für junge Talente zu bilden, weshalb Dannic dort das Lied Doster veröffentlichte. Sowohl im Bereich des Produzieren, als auch des Auflegen, erhielt er tatkräftige Unterstützung von Hardwell und Nicky Romero.
Der Durchbruch gelang ihm 2012 mit Kontiki, einer Koproduktion mit Hardwell, mit dem er entsprechend seit 2010 regelmäßig unter dem Pseudonym DJ Funkadelic zusammenarbeitete. Der Song war sehr erfolgreich und konnte sich insbesondere auf Festivals zu einem Dauerbrenner entwickeln. Zu Beginn 2013 erschien seine Produktion Clobber auf dem Label Toolroom Records, die auf positive Resonanz an der Winter Music Conference in Miami stieß.
2013 startete er gemeinsam mit Hardwell und ebenfalls Newcomer Dyro eine Bus-Tour durch Kanada. Diese erfolgte in Verbindung mit „Revealed-Recordings“ und war der finale Auslöser für das, von Fans gegebene Pseudonym „Dutch-House-Mafia“. Dyro und Dannic begleiteten Hardwell ebenfalls auf seiner Nord-Amerika-Tour im Sommer 2013. Er absolvierte dort auch einige Festivalauftritte, wie beim Electric Zoo Festival und auf der Mainstage beim Electric Daisy Carnival. Erfolg feierte er parallel auch mit seiner Single Viper.
Im Oktober 2013 erreichte Dannic Platz 74 in der Liste der „Top 100 DJs“ des DJ Magazines. Im März 2014 war er bei den 29th Annual International Dance Music Awards als „Best Break-Through DJ“ nominiert. Im März 2014 spielte er auf der Radio Stage des Ultra Music Festivals in Miami. Ebenfalls im März 2014 startete seinen Video-Blog „Front of House TV“, in dem er über seine Produktionen und Auftritte spricht. Im Oktober 2014 verbesserte sich Dannic in der Liste der „Top 100 DJs“ um 44 Plätze auf Platz 30.
Im Jahr 2015 trat er als Gast während Hardwells Set beim Ultra Music Festival auf und stellte gemeinsam mit ihm Survivors, ihre Kollaboration mit dem Sänger Haris vor. Beim Tomorrowland-Festival präsentierten Hardwell und Dannic in ihren Sets die Tracks Clap, eine Zusammenarbeit mit Tom & Jame und Feel Your Love mit Sick Individuals.
Ebenfalls 2015 gründete er mit „Fonk Recordings“ sein eigenes Label, mit dem Ziel junge Talente unter Vertrag zunehmen.
2016 veröffentlichte er Funky Time mit HIIO, Light the Sky mit Äirto, ein Edit von Make It Go vom Schweizer Duo We Am und Lights Out, eine Kollaboration mit Amersy. Ebenfalls spielte Dannic das Warm-up mit Kill The Buzz und Funkerman auf der letzten Show der „I Am Hardwell – United We Are World Tour“ auf dem Hockenheimring vor knapp 90.000 Menschen.
Mit der Single Noise startete Dannic in das Jahr 2017. Der Titel entstand in Zusammenarbeit mit dem Ex-Hardstyle-Duo DBSTF und zum Verwundern der Fans erschien dieser weder über „Revealed-“, noch über „Fonk-“, sondern über Blasterjaxx’ „Maxximize Recordings“. Der Track wurde schnell gelobt und erhielt positives Feedback durch die Abhebung gegenüber der letzten, sehr gleich klingenden Tracks von Dannic.

## Diskografie

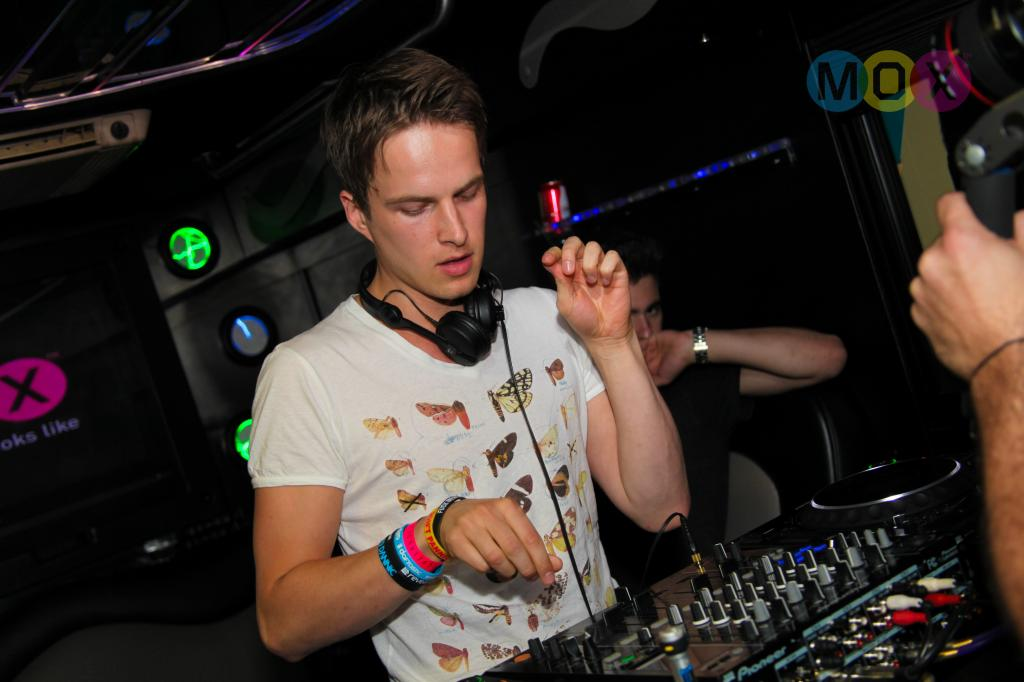
Dannic während eines Auftritt im Revealed Bus (2013)

### Singles
2010:
- Get Down Girl (als DJ Funkadelic mit Hardwell)

2011:
- Stoemp (als Brainless)
- Bots (als Brainless)
- Slap (als Brainless)
- Subway (als DJ Funkadelic mit Beauriche feat. Taleen)
- Smack / Spank (als DJ Funkadelic)

2012:
- Flare
- Fuego (mit Jordy Dazz)
- Kontiki (mit Hardwell)
- Doster

2013:
- Blueprint (mit Sick Individuals)
- Pipeline
- Rocker
- Ignite
- Viper

2014:
- Lion
- Dear Life (mit Bright Lights)
- Anubi (mit Merk & Kremont)
- Radical (mit Dyro)
- Zenith
- Wait For You (mit Shermanology)

2015:
- Mayday (mit Lucky Date und Harrison)
- Fonk
- Forever (mit Bright Lights)
- Survivors (mit Hardwell)
- Clap (mit Tom & Jame)
- Feel Your Love (mit Sick Individuals)

2016:
- Funky Time (mit HIIO; „Fonk“)
- Light the Sky (mit Aïrto; „Revealed“)
- Lights Out (mit Amersy; „Fonk“)
- Blaze („Revealed“)
- Can You Feel It („Fonk“)
- Music (mit Merk & Kremont feat. Duane Harden; „Fonk“)
- Move (mit We AM; „Fonk“)

2017:
- Noise (mit DBSTF; „Maxximize“)
- Coco's Miracle (mit Fedde Le Grand vs. Coco Star; „Spinnin’ Records“)

### Remixe (Auswahl)
2009:
- Funkerman & Shermanology – Automatic (als DJ Funkadelic)

2010:
- Kendi – Connected (als DJ Funkadelic)
- Armand Van Helden – Witch Doctor (als Brainledd)
- Nicky Romero – Switched (als DJ Funkadelic; mit Hardwell)

2011:
- Chuckie & Hardwell feat. Ambush – Move It 2 The Drum (als DJ Funkadelic)
- George Acosta feat. Fisher – True Love (als DJ Funkadelic; mit Beauriche)

2012:
- R3hab – The Bottle Song (als DJ Funkadelic)
- Example – Say Nothing (mit Hardwell)
- Alex Gaudino feat. Taboo – I Don’t Wanna Dance
- Helena feat. Mr Wilson – Girl from the Sky
- Sem Thomasson – Aorta
- Arty & Nadia Ali & BT – Must Be the Love
- Sean Paul – Body
- DJ Disciple pres Banji Boyz – Free Florida
- Ciara – Sorry
- Rita Ora – Shine Ya Light
- Franky Rizardo and Roul & Doors – Elements (mit Hardwell)

2013:
- Nicky Romero & Nervo – Like Home
- The Wanted – We Own the Night
- Dirty Impact – Breath Away
- Stafford Brothers feat. Lil Wayne & Christina Milian – Hello
- Kid Massive & Alex Sayz feat. Miella – Strong
- Mark Van Dale with Enrico – Water Verve
- Armin van Buuren feat. Miri Ben-Ari – Intense
- MAKO feat. Angel Taylor – Beam

2014:
- Robin Thicke – Feel Good

2015:
- BYNON & Domeno feat. Alice Berg – Golden Hearts (Dannic Edit)
- Andrew Rayel – Dark Warrior
- We Am – Make It Go (Dannic Edit)
- Mako – Into The Sunset

2016
- Holl and Rush – Pheromones (Dannic Edit)

2017
- Rayven & Valexx – Old School (Dannic Edit)

2018
- Cash Cash feat. Nikki Vianna – Jewel
- The Knocks feat. Method Man – Goodbyes